# Грай до смерті
«Грай до смерті» (англ. Truth or Dare) — британський кінофільм режисера Роберта Хіта, що вийшов на екрани в 2011 році.

## Зміст
П'ятеро студентів збираються відзначити завершення сесії декількома раундами улюбленої гри «Правда чи бажання» у заміському особняку. Через кілька місяців учасників гри збирає дивакуватий брат одного зі студентів, котрий звів рахунки з життям. Хлопець хоче з'ясувати причини самогубства і змушує присутніх почати гру, яку можна завершити тільки разом зі смертю.

## Ролі
| Актор            | Роль     |
| ---------------- | -------- |
| Дженні Жак       | Елеонор  |
| Девід Оукс       | Джастін  |
| Ліам Бойл        | Пол      |
| Флоренс Холл     | Джемма   |
| Александр Влагос | Люк      |
| Джек Гордон      | Кріс     |
| Томас Кейн       | Фенікс   |
| Девід Стерн      | Вудбрідж |
| Джейсон Мацца    | Джонсі   |
| Марк Андервуд    | -        |

## Знімальна група
- Режисер — Роберт Хіт
- Сценарист — Меттью МакГухан
- Продюсер — Руперт Джермін, Річард Джонс[en], Пітер Балм
- Композитор — Річард Прин